# قرار مجلس الأمن التابع للأمم المتحدة رقم 398
قرار مجلس الأمن التابع للأمم المتحدة رقم 398، المعتمد في 30 نوفمبر 1976، نظر في تقرير الأمين العام بشأن قوة الأمم المتحدة لمراقبة فض الاشتباك. وأشار المجلس إلى الجهود التي يبذلها لإحلال سلام دائم وعادل في الشرق الأوسط، ولكنه أعرب أيضا عن قلقه إزاء حالة التوتر السائدة في المنطقة. وقرر القرار دعوة الأطراف المعنية إلى التنفيذ الفوري للقرار 338، وجدد ولاية قوة المراقبة لمدة 6 أشهر أخرى حتى 31 مايو 1977، وطلب من الأمين العام تقديم تقرير عن الوضع في نهاية ذلك فترة.
وقد اتخذ القرار بأغلبية 12 صوتاً. لم تشارك بنين والصين وليبيا في التصويت.